# ابرشرکت (فیلم)
ابرشرکت (به انگلیسی: The Corporation) فیلمی کانادایی است که در سال ۲۰۰۳ توسط استاد حقوق دانشگاه بریتیش کلمبیا، جوئل باکان- هارولد کروکس- مارک اکبر نوشته شده و توسط مارک اکبر- جنیفر آبوت کارگردانی شده‌است و تا به امروز توانسته‌است بیش از ۲۶ جایزه بین‌المللی معتبر از جمله جایزهٔ بهترین فیلم مخاطبان جهان در جشنوارهٔ فیلم ساندس (۲۰۰۴) و بهترین فیلم جشنواره جهانی فیلم‌های مستند آمستردام (۲۰۰۳ و ۲۰۰۴) و جوایز جینی را از آن خود کند.
این فیلم به بررسی ماهیت «ابرشرکت‌ها» و اثر آن بر زندگی انسان‌ها می‌پردازد. در این فیلم گفتگوهای بسیار بدیع و اثرگذار با افراد سرشناسی نظیر نوآم چامسکی، نائومی کلاین، میلتون فریدمن و واندانا شیوا، هوارد زین و مایکل مور صورت گرفته‌است که از نظر فرم و محتوا در نوع خود منحصربه‌فرد است.
این مستند سیر تکاملی ابرشرکت تجاری معاصر را از یک شخصیت قانونی که در اصل یک نهاد با چارت دولتی با هدف تأثیر گذاری بر عملکردهای خاص عمومی است، تا راه‌اندازی یک نهاد بازرگانی مدرن که موکل (محق) بیشترین حقوق قانونی یک شخص است را نشان می‌دهد. این مستند بیشتر بر شرکتهای واقع در آمریکای شمالی به ویژه، شرکتهای ایالات متحده، تمرکز دارد.

## نسخهٔ فارسی
این فیلم (با زیرنویس فارسی) به همراه یک کتابچه، در آذر ۱۳۹۳ توسط دانیال قارونی‌فرد، آرش حسینیان و مهدی حسینی ارائه شده‌است.